# Torbjörn Gehrke
Torbjörn Arne Gehrke (Linköping, 27 luglio 1967) è un ex cestista e allenatore di pallacanestro svedese.

## Carriera
Con la Svezia ha disputato due edizioni dei Campionati europei (1993, 1995).